# سارمیچ
سارمیچ (به ازبکی: Sarmich) یک منطقهٔ مسکونی در ازبکستان است که در ولایت جیزک واقع شده‌است.